# Raculka
Raculka (niem. Neuwaldau) – osiedle w Zielonej Górze, położone we wschodniej części miasta. 

## Położenie
Raculka znajduje się na zachód od Osiedla Śląskiego i Osiedla Pomorskiego, z którymi jest połączona ulicą Polanka. Mieści się tu Ośrodek Jeździecki Uniwersytetu Zielonogórskiego. Zabudowa jednorodzinna, rozwój osiedla ogranicza otoczenie terenami leśnymi i trasą szybkiego ruchu. Z centrum miasta Raculkę łączy linia autobusowa MZK nr 19.
W 1946 dotychczasową nazwę Nauwaldau zastąpiono nazwą Raculka, która pochodzi od nazwy pobliskiej dzielnicy miasta – Raculi.

## Ulice na osiedlu
- ul. Dereszowa
- ul. Karowa
- ul. Wyścigowa
- ul. Rumakowa
- ul. Kucykowa
- ul. Jeździecka
- ul. Zielony Las
- ul. Tarpanowa
- ul. Przewalskiego
- ul. Strzemienna
- ul. Stajenna